# Corythucha nicholi
Corythucha nicholi är en insektsart som beskrevs av Drake 1928. Corythucha nicholi ingår i släktet Corythucha och familjen nätskinnbaggar. Inga underarter finns listade i Catalogue of Life.